# Botteghe Oscure

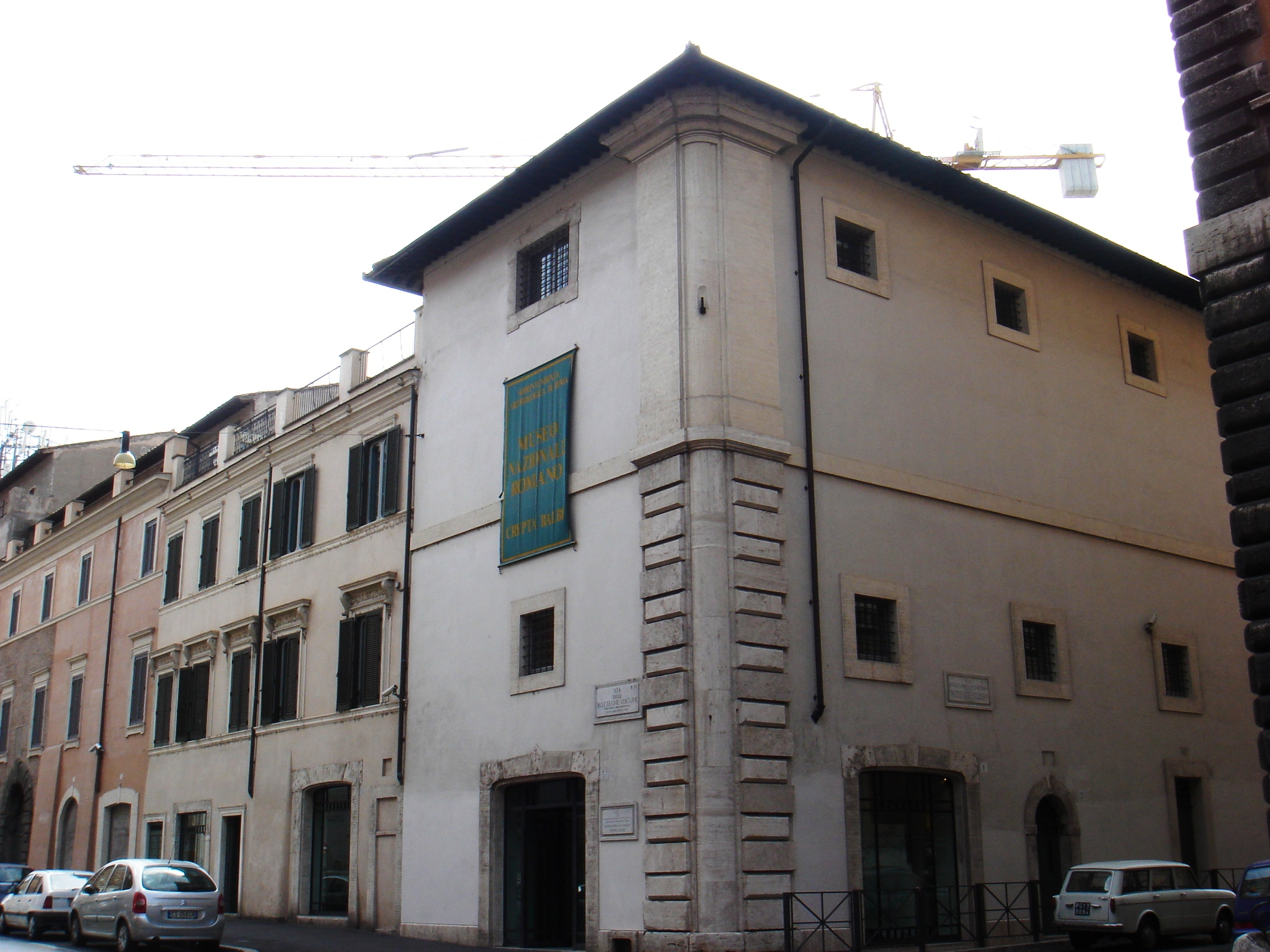
Улица Botteghe Oscure

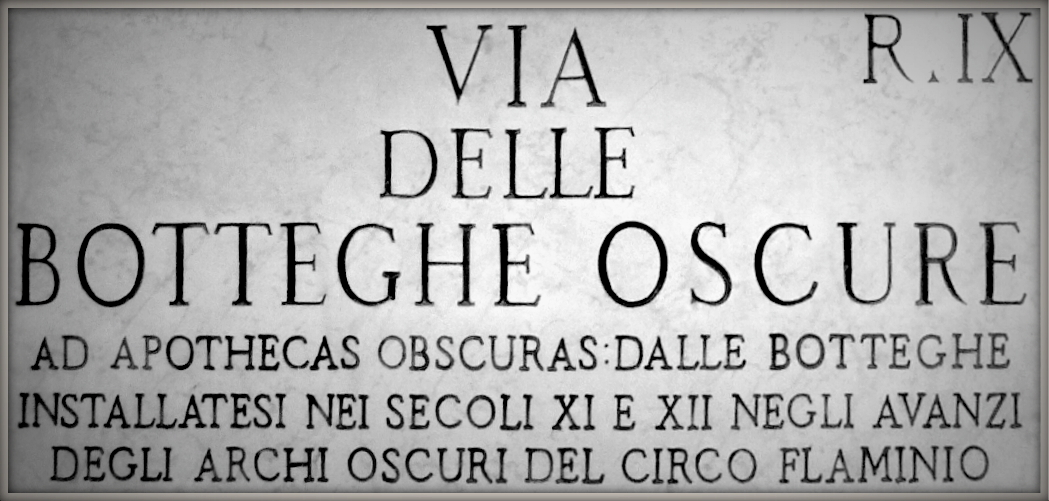

Botteghe Oscure (итал. Botteghe Oscure) – международный литературный журнал, выходивший в Риме в 1948-1964 годах.

## История
Был основан американской писательницей, собирателем и покровителем искусства  княгиней Маргаритой Каэтани (1880-1963), ранее основавшей в Париже похожий по типу и тоже международный литературный журнал  Commerce (1924-1932).
Журнал получил название по римской улице (буквально – улица Тёмных Лавок), где находился дворец Каэтани; здесь и обосновалась редакция. Главным редактором журнала был Джорджо Бассани. Журнал выходил дважды в год, каждый номер содержал около 500 страниц, вышло 26 номеров. Здесь печатались произведения на пяти европейских языках, примерно половина публикаций была на английском. За годы существования в журнале были опубликованы произведения почти 600 авторов из более чем 20 стран мира, включая Индию, Корею, Филиппины и др.

## Участники
Среди них были:
- Жорж Батай
- Ингеборг Бахман
- Морис Бланшо
- Гюнтер Грасс
- Роберт Грейвз
- Жак Дюпен
- Итало Кальвино
- э.э.каммингс
- Альбер Камю
- Трумэн Капоте
- Карло Кассола
- Томмазо Ландольфи
- Андре Мальро
- Жан Мамбрино
- Анри Мишо
- Альберто Моравиа
- Марианна Мур
- Уистан Хью Оден
- Пьер Паоло Пазолини
- Октавио Пас
- Мария Самбрано
- Марио Сольдати
- Уоллес Стивенс
- Джузеппе Томази ди Лампедуза
- Дилан Томас
- Торнтон Уайлдер
- Карлос Фуэнтес
- Пауль Целан
- Рене Шар